# Часовня Святого Александра Невского (Фергана)
Часо́вня Свято́го Алекса́ндра Не́вского — недействующая православная часовня Ташкентской и Узбекистанской епархии Среднеазиатского митрополичьего округа Русской православной церкви, расположенная в селе Скобелево.
Часовня заложена в 1891 году, построена в 1892 году по проекту Л. Бурмейстер. Часовня освящена в 6 декабря 1892 года, в честь Святого Александра Невского. Рассчитана на 50 прихожан. Закрыта в 1934 году. Не снесена. По штату при часовне положен один священник. Престольный праздник 6 декабря.

## История
В 1898 году в Узбекистане произошло Андижанское восстание, в ходе которого в Фергане были убиты русские солдаты. Все они были захоронены на местном Русском православном кладбище, после чего было принято решение о возведении часовни на средства казны.
Часовня, представляла собой восьмиугольное в плане здание из жжёного кирпича, на крыше был установлен позолоченный крест. Внутри находились таблички с именами погибших солдат (не сохранились).
Была приписана к Храму Святого Николая Чудотворца, входила в ведение Туркестанского Епархиального Начальства.
В 1902 году в результате случившегося землетрясения здание было повреждено, частично обрушилась крыша (была восстановлена год спустя). В 1932 году часовня была закрыта. Тем не менее, строение сохранилось до наших дней.